# Walking on a Dream (singolo)
Walking on a Dream è un singolo del gruppo musicale australiano Empire of the Sun, pubblicato il 30 agosto 2008 come primo estratto dall'album omonimo.

## Descrizione
Il singolo ha raggiunto la decima posizione della classifica dei singoli più venduti in Australia, ed è stato certificato doppio disco di platino. Il remix del brano realizzato da Sam La More è stato reso disponibile per il download gratuito sul sito ufficiale del gruppo.
Walking on a Dream è stato reso disponibile per il download digitale nel Regno Unito il 9 febbraio 2009, mentre il CD singolo è stato pubblicato il 6 luglio dello stesso anno.

## Video musicale
Il video musicale, diretto da Josh Logue, mostra Steele e Littlemore in abiti orientaleggianti, in alcune location a Shanghai, Cina. Le riprese sono state effettuate fra il luglio e l'agosto 2008, appena prima l'inizio dei giochi olimpici.

## Tracce
CD (Australia)
1. Walking on a Dream (Album Version) – 3:16
2. Walking on a Dream (Van She Tech Remix) – 3:46
3. Walking on a Dream (Hong Kong Blondes Remix) – 7:11
4. Walking on a Dream (Sam La More Remix Edit) – 3:35

CD (Germania)
1. Walking on a Dream (Album Version) – 3:18
2. Walking on a Dream (Instrumental Fade) – 3:17

12" (Europa)
- Lato A

1. Walking on a Dream (Album Version) – 3:16

- Lato B

1. Walking on a Dream (Sam La More Remix Edit) – 3:35

Download digitale
1. Walking on a Dream – 3:16
2. Walking on a Dream (Van She Tech Remix) – 3:46
3. Walking on a Dream (Danger Racing Remix) – 4:37
4. Walking on a Dream (Sam La More Remix Edit) – 3:35
5. Walking on a Dream (Kaskade Remix) – 7:13

## Classifiche
| Classifica (2008-2025) | Posizione massima |
| ---------------------- | ----------------- |
| Australia              | 10                |
| Belgio (Fiandre)       | 27                |
| Irlanda                | 8                 |
| Italia                 | 19                |
| Lituania               | 94                |
| Nuova Zelanda          | 16                |
| Regno Unito            | 64                |

## Date di pubblicazione
| Paese       | Data             | Etichetta | Formati           | Catalogo |
| ----------- | ---------------- | --------- | ----------------- | -------- |
| Australia   | 30 agosto 2008   | EMI       | Download digitale | –        |
| Australia   | 18 ottobre 2008  | EMI       | CD                | 2349372  |
| Regno Unito | 16 febbraio 2009 | Virgin    | 45 giri           | DINS283  |
| Regno Unito | 6 luglio 2009    | Virgin    | CD                | –        |